# Шандор Ердьош
Шандор Ердьош (угор. Erdős Sándor, нар. 21 серпня 1947, Будапешт, Угорщина) — угорський фехтувальник на шпагах, олімпійський чемпіон 1972 року, чемпіон світу.

## Виступи на Олімпіадах
| Олімпіада     | Дисципліна      | Місце |
| ------------- | --------------- | ----- |
| Мюнхен 1972   | командна шпага  | 1     |
| Монреаль 1976 | командна рапіра | 7     |
| Монреаль 1976 | командна шпага  | 4     |